# Cocker americano
El cocker americano o cocker spaniel americano (en inglés: American Cocker Spaniel) es una raza de perro de tipo spaniel originaria de los Estados Unidos, que surgió a partir de la raza de los cocker spaniel ingleses, traídos desde el Reino Unido hacia 1800. Desde los años 1930, la variedad estadounidense llegó a ser tan diferente de la británica que se lo consideró, oficialmente, una raza distinta en 1946.

## Historia
La denominación cocker se sostiene comúnmente que proviene del hecho que la raza era usada en la caza de woodcocks (becadas) en Inglaterra, pero posteriormente se utilizó para buscar una gran variedad de aves. En Estados Unidos la raza es reconocida oficialmente por el American Kennel Club (AKC) como «Cocker Spaniel». Fuera de Estados Unidos, se lo designa como cocker spaniel americano o cocker americano, pues la raza fue creada a partir de cocker spaniel ingleses. 
El 20 de junio de 1936 un grupo de fanáticos del cocker inglés se reunió en la casa de E. Shippen, cerca de Bryn Mawr, Pensilvania, y formaron un club especial para los cocker spaniel ingleses, llamado «Club de cockers ingleses de Estados Unidos» (English Cocker Spaniel Club of America o ECSCA). Con posterioridad a dicha reunión, el AKC reconoció la variedad «inglesa» y la gente comenzó a importar a los Estados Unidos cockers criados en Inglaterra con más frecuencia.
Hacia 1938, veinticuatro cockers habían terminado sus campeonatos de la categoría inglesa, pero seis de ellos eran cockers criados en Estados Unidos, y solamente uno de estos tenía un antecesor nacido en Inglaterra en las primeras cinco generaciones de su pedigrí. El sistema de puntuación les permitía obtener una ventaja al ser presentados en la categoría inglesa.
Ese mismo año, la junta directiva de la ECSCA se reunió en las granjas Giralda (Giralda Farms), en Madison, Nueva Jersey, y Geraldine Dodge presentó la moción para que, a los dueños de cocker ingleses, como política y requisito para ser miembros de la ECSCA, no se les permitiera criar perras del tipo estadounidense (americano). Allí también se resolvió objetar la exhibición de la variedad estadounidense en la categoría inglesa y se definió como cocker spaniel inglés al «perro o perra de la raza cocker spaniel cuyo pedigrí se puede remontar en todas las líneas a perros o perras que fueron registrados en el Kennel Club inglés (o elegible para exportación) en o antes del 1 de enero de 1930».
La popularidad de la variedad estadounidense afloró durante los años cuarenta y los fanáticos de los cocker ingleses se dieron cuenta de que necesitaban un AKC Stud Book propio, que reconociera al cocker spaniel inglés como una raza separada. Dodge inició los trabajos para identificar los pedigríes hacia el exterior, no sólo en los Estados Unidos sino también en Inglaterra y Canadá. El proyecto fue realizado por Josephine Z. Rine, un curador de arte y antiguo editor de Popular Dogs.
Cumplida la tarea, Dodge comenzó entonces el proceso con el AKC y en junio de 1946, el cocker spaniel inglés fue reconocido oficialmente por el AKC como raza diferente del cocker spaniel americano. 
Los cockers americanos han sido una raza muy popular desde los años cuarenta, ocupando el más alto lugar en número en los registros del AKC, desde 1940 a 1952. La raza declinó un poco en popularidad, aunque aumentó el número de registros entre 1984 a 1990. Desde entonces, su popularidad se ha ido reduciendo, de modo tal que el 2003 ocupaba el lugar 14.º en los registros del AKC y el 15º en el 2004.

## Temperamento

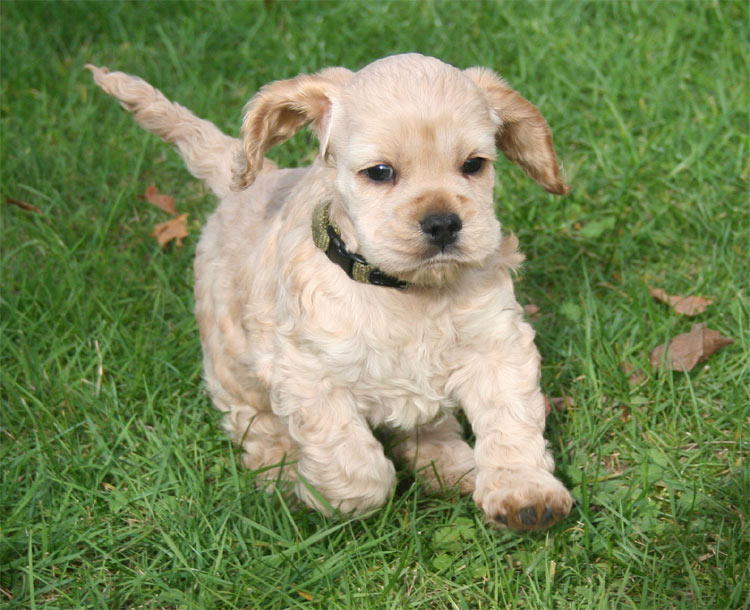
Cachorro de cocker americano de siete semanas.

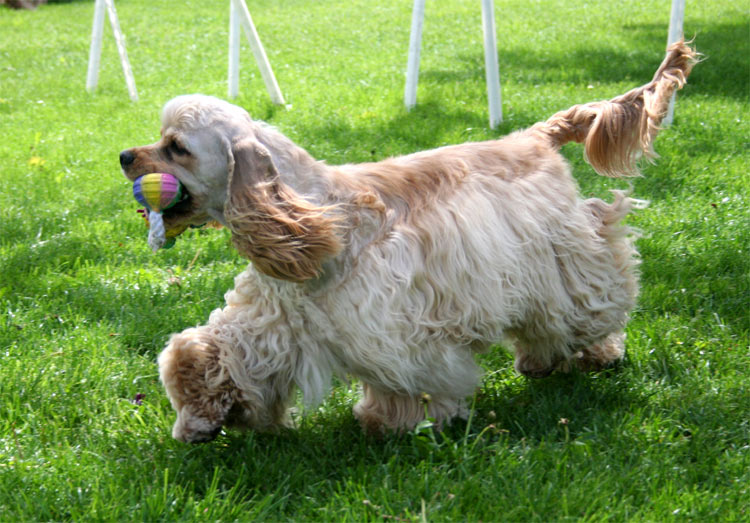
Cocker americano tricolor.

Los cockers americanos son típicamente perros juguetones, confiados e inteligentes. Tienden a ser perros «suaves», que no son compatibles con un entrenamiento áspero o rudo. Su temperamento ideal es feliz e inquieto, sin timidez.
La popularidad del cocker americano produjo un aumento de la reproducción en forma irresponsable, en un intento por responder a la demanda. Los resultados han incluido comportamiento temeroso o agresivo en algunos ejemplares. Los criadores responsables han trabajado diligentemente para eliminar estas características negativas, mientras que intentan educar al público en relación con la crianza responsable. 
Aunque originalmente era un perro de caza, ahora cumple el rol de un animal doméstico o de perro de exhibición y, a diferencia del cocker inglés, raramente se le ve cazando. De todos modos, existen ciertas variantes que se crían para el trabajo en el campo, y un pequeño movimiento trabaja para preservar las habilidades de caza de esta raza.

## Apariencia

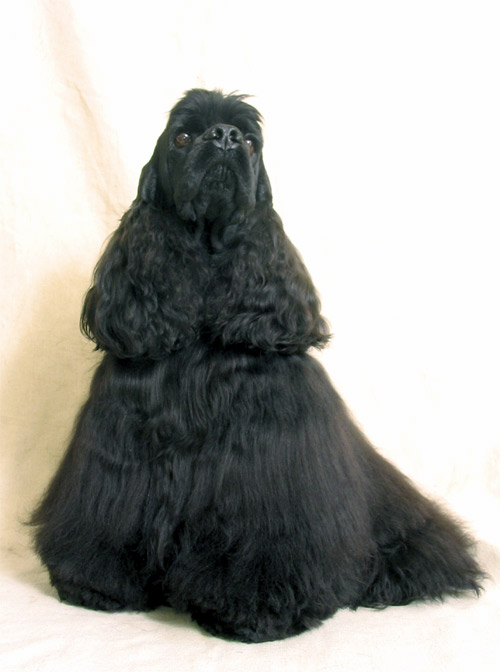
Cocker americano negro.

El cocker spaniel americano es una raza de orejas caídas, por ello se recomienda mantener el pelo cortado de ambos lados del oído, pues ello ayuda a reducir el riesgo de las infecciones del oído por bacterias, lesiones o parásitos.
Las hembras pesan en promedio de 9 a 12 kg y tienen una talla de 34 a 36 cm, mientras los machos pesan de 10 a 13 kg y miden de 37 a 39 cm.

### Cabeza
- Debe ser proporcionada.
- Cráneo: redondeado.
- Hocico: profundo y ancho.
- Ojos: redondos, llenos y de mirada frontal. Generalmente de color marrón oscuro.

### Cuello
- Largo y musculoso.
- Ligeramente arqueado y sin papada.

Se basa en el cariño que tiene en las personas y como las trata.

### Cuerpo
- Espalda: fuerte y desciende levemente desde la cruz hasta la inserción del rabo.
- Pecho: tórax profundo.

### Cola
Es común que la cola de los cockers americanos sea amputada (caudectomía).

### Miembros anteriores y posteriores
- Extremidades anteriores: derechas y con fuerte osamenta.
- Extremidades posteriores: con osamenta y musculatura fuertes.
- Pies: compactos y redondos.

### Marcha
- Coordinada, ágil y fácil.
- La típica de los perros de caza deportiva.

### Pelo
- De textura sedosa y plano o ligeramente ondulado.
- Corto y fino sobre la cabeza y en el resto del cuerpo de longitud media, con abundante subpelo.
- Flecos en las orejas, pecho, abdomen y en la parte posterior de las extremidades...

### Colores
Los cockers se dividen en tres variedades estándar de color: 
- Negro: incluye negros sólidos y negro con marcas de color fuego en las extremidades. El negro debe ser azabache, aunque es posible que tenga algunos pocos pelos blancos sobre el pecho y la garganta.
- ASCOB (Any Solid Color Other than Black, es decir, cualquier color sólido con excepción del negro):
  - Unicolor: incluye desde el color crema al rojo oscuro.
  - Varios colores (pluricolores): dos o tres colores unidos bien definidos, dentro de los cuales uno es blanco.
- Marcas de color fuego: estas puede variar desde el crema claro al rojo oscuro y deben cubrir no más de 10 % del cuerpo del animal, de la siguiente manera:
  - Pequeña mancha redonda (por encima de los ojos por ejemplo).
  - Bajo el rabo.
  - Marcas sobre los costados del hocico y sobre las mejillas.
  - Eventualmente sobre el pecho.
  - Parte inferior de las orejas.
  - Sobre las cuatro patas.

## Salud
Los cockers spaniel americanos son susceptibles de diversas enfermedades, particularmente infecciones que afectan sus oídos y, en algunos casos, sus ojos. Consecuentemente, pueden requerir más atención médica que otras razas. 
Los problemas comunes del ojo en estos perros incluyen la atrofia retiniana progresiva, el glaucoma, y las cataratas. El AKC recomienda exámenes anuales del ojo por parte de un oftalmólogo veterinario para todos los perros usados para reproducción. Las enfermedades autoinmunes que puede presentar esta raza incluyen la anemia hemolítica autoinmune e inflamaciones del oído. Menos comunes son las luxaciones de rótula y la displasia de cadera.